# Биодинамичка љубав
Биодинамичка љубав је једанаести студијски албум рок бенда Дивље јагоде. Албум је припреман две године а издат је 2013.

## Списак песама
На албуму се налазе следеће песме:

## Постава бенда
- Ливио Берак – вокал
- Дамјан Деурић - клавијатуре
- Сеад Липовача - гитара, пратећи вокал
- Наско Будимлић - бубњеви
- Андраш Ишпан - бас

## Гости на албуму
- Жанил „Жак“ Татај - вокал
- Иванa Петерс - вокал
- Владимир Кмоничек - вокал
- Златан „Чеха“ Чехић - бас
- Влатка Покос - пратећи вокал